# Acrogenotheca pulcherrima
Acrogenotheca pulcherrima är en svampart som beskrevs av Bat. & Cif. 1963. Acrogenotheca pulcherrima ingår i släktet Acrogenotheca, klassen Dothideomycetes, divisionen sporsäcksvampar och riket svampar.   Inga underarter finns listade i Catalogue of Life.